# Kummelnäs
Kummelnäs est une localité de Suède dans la commune de Nacka située dans le comté de Stockholm.
Sa population était de 4 775 habitants en 2019.